# Chiesa di Sant'Andrea Apostolo (Tirli)
La chiesa di Sant'Andrea Apostolo è un edificio religioso situato a Tirli, nel comune di Castiglione della Pescaia.

## Storia
La chiesa fu eretta a partire dal 1668, su preesistente edificio costruito agli inizi del Seicento per iniziativa del venerabile Padre Giovanni Nicolucci da San Guglielmo (Montecassiano, 1552 - Batignano, 1621), e consacrata nel 1674 dal vescovo Cesare Ugolini.

## Descrizione
L'edificio, con una semplice facciata a capanna, ha subito vari rimaneggiamenti; l'interno a navata unica è contraddistinto da eleganti altari in stucco e gesso, realizzati nel 1674 dal luganese Andrea Ferrari. La particolare importanza della chiesa deriva dalle reliquie di san Guglielmo di Malavalle custodite entro una teca lignea nell'altare maggiore: il cranio, che nella prima domenica di maggio viene portato in processione, le costole, la ciotola frammentaria, il caratteristico copricapo in ferro, la maglia e i bracciali in ferro utilizzati per serrare i polsi e le caviglie.